# 78
78. је била проста година.

## Догађаји
- 78-84 — Проконзул Британије Гнеј Јулије Агрикола.
- Покоравање Силура и изградња тврђаве Иска (Каерлеон). Победе над Ордовичанима у Велсу и Каледонима у Шкотској. Победа над вођом Калгаком. Римска флота је опловила Британију.
- 78-123  — Краљ Кушана Канишка. Покоравање целе северозападне Индије.
- Успешна борба против Партије. Четврта будистичка катедрала у Јаландхару.